# Норт-Маямі
Норт-Маямі (англ. North Miami, «Північне Маямі») — місто (англ. city) в США, в окрузі Маямі-Дейд на південному сході штату Флорида, на узбережжі Атлантичного океану. Північне передмістя Маямі за 16 км від нього. Розташоване у повіті Маямі-Дейд. Населення — 60 191 особа (2020). Місто входить до агломерацією Маямі-Форт-Лодердейл-Помпано-Біч з загальним населенням 5 547 051 особа (2009 рік)..
Середньодобова температура липня — +29 °C, січня — +21 °C. Щорічні опади — 1680 мм з піком на травень-жовтень місяці.

## Географія
Норт-Маямі розташований за координатами 25°54′4″ пн. ш. 80°10′6″ зх. д. / 25.90111° пн. ш. 80.16833° зх. д. (25.901064, -80.168458).  За даними Бюро перепису населення США в 2010 році місто мало площу 25,86 км², з яких 21,78 км² — суходіл та 4,08 км² — водойми.

### Клімат
| Клімат : Норт-Маямі   | Клімат : Норт-Маямі | Клімат : Норт-Маямі | Клімат : Норт-Маямі | Клімат : Норт-Маямі | Клімат : Норт-Маямі | Клімат : Норт-Маямі | Клімат : Норт-Маямі | Клімат : Норт-Маямі | Клімат : Норт-Маямі | Клімат : Норт-Маямі | Клімат : Норт-Маямі | Клімат : Норт-Маямі | Клімат : Норт-Маямі |
| Показник              | Січ.                | Лют.                | Бер.                | Квіт.               | Трав.               | Черв.               | Лип.                | Серп.               | Вер.                | Жовт.               | Лист.               | Груд.               | Рік                 |
| Середній максимум, °C | 23,9                | 25,0                | 27,2                | 28,9                | 31,1                | 32,2                | 33,3                | 33,3                | 32,8                | 30,6                | 28,3                | 25,6                | 29,4                |
| Середній мінімум, °C  | 16,7                | 17,8                | 20,0                | 21,1                | 23,3                | 26,1                | 25,6                | 25,6                | 25,6                | 23,3                | 21,1                | 18,3                | 22,2                |
| Норма опадів, мм      | 59                  | 56                  | 81                  | 99                  | 154                 | 260                 | 178                 | 234                 | 226                 | 167                 | 97                  | 66                  | 1677                |
| --------------------- | ------------------- | ------------------- | ------------------- | ------------------- | ------------------- | ------------------- | ------------------- | ------------------- | ------------------- | ------------------- | ------------------- | ------------------- | ------------------- |
| Джерело:              |                     |                     |                     |                     |                     |                     |                     |                     |                     |                     |                     |                     |                     |

## Демографія

Біскан-Бей містечко Флоридського міжнародного університету у Норт-Маямі

Згідно з переписом 2010 року, у місті мешкало 58 786 осіб у 19 275 домогосподарствах у складі 12 899 родин. Густота населення становила 2273 особи/км².  Було 22110 помешкань (855/км²).
Расовий склад населення:
| - 58,9 % — чорних або афроамериканців - 32,6 % — білих - 1,7 % — азіатів - 0,4 % — корінних американців - 0,1 % — вихідців з тихоокеанських островів - 3,2 % — осіб інших рас |

До двох чи більше рас належало 3,2 %. Частка іспаномовних становила 27,1 % від усіх жителів.
За віковим діапазоном населення розподілялося таким чином: 23,7 % — особи молодші 18 років, 66,2 % — особи у віці 18—64 років, 10,1 % — особи у віці 65 років та старші. Медіана віку мешканця становила 34,4 року. На 100 осіб жіночої статі у місті припадало 92,7 чоловіків;  на 100 жінок у віці від 18 років та старших — 90,0 чоловіків також старших 18 років.
Середній дохід на одне домашнє господарство  становив 54 889 доларів США (медіана — 36 537), а середній дохід на одну сім'ю — 59 898 доларів (медіана — 39 856). Медіана доходів становила 29 693 долари для чоловіків та 27 122 долари для жінок. За межею бідності перебувало 25,4 % осіб, у тому числі 37,1 % дітей у віці до 18 років та 20,6 % осіб у віці 65 років та старших.
Цивільне працевлаштоване населення становило 28 416 осіб. Основні галузі зайнятості: освіта, охорона здоров'я та соціальна допомога — 22,9 %, мистецтво, розваги та відпочинок — 19,6 %, роздрібна торгівля — 13,7 %, науковці, спеціалісти, менеджери — 11,1 %.